# Morro Reatino
Morro Reatino là một đô thị ở tỉnh Rieti trong vùng Latium, có khoảng cách khoảng 80 km về phía đông bắc của Roma và cách khoảng 15 km về phía bắc của Rieti. Tại thời điểm ngày 31 tháng 12 năm 2004, đô thị này có dân số 358 người và diện tích là 15,8 km².
Morro Reatino giáp các đô thị: Arrone, Colli sul Velino, Labro, Polino, Rivodutri.